# Escola de Cerâmica de La Bisbal
A Escola de Cerâmica de La Bisbal é uma escola catalã em Girona (Espanha), que oferece diversos cursos no ramo da cerâmica.
Já formou alguns artistas, agora conceituados, como Alfonso Otero Regal, João Carqueijeiro, Fernando Porto Mato, Rafaela Pareja Ribera, Heitor Figueiredo ou Joan Panisello.